# دولوريس الشلة
دولوريس الشلة Dolores Al Shelleh هي متسلقة جبال أردنية صربية من جهة الأب ذات جذور فلسطينية. وهي ناشطة في مجال البيئة والمجتمع والحوكمة وتعيش حاليًا في دبي، الإمارات العربية المتحدة. كانت أول امرأة أردنية تصل إلى قمة جبل إيفرست، وقد حققت ذلك في عام 2019، وهو العام الذي شهد العديد من رحلات تسلق جبل إيفرست التي تسببت بوفيات.

## عملها
نجحت في تسلق جبل كليمنجارو في أفريقيا، وقمة ميرا في نيبال، وجبل إلبروس في أوروبا. كانت أول شخص عربي يتسلق جبل ماناسلو الذي يقع في جبال الهيمالايا.
في أبريل 2019، بدات في رحلة استكشافية إلى جبل إيفرست ونجحت في تسلق جبل إيفرست في 23 مايو 2019 من سلسلة التلال الشمالية الشرقية للتبت. وأصبحت بذلك أول امرأة أردنية وثاني امرأة صربية تحقق هذا الإنجاز. كما أصبحت أول امرأة عربية تنجح في تسلق جبل إيفرست من سلسلة التلال الشمالية الشرقية. كما قامت بتصوير رحلتها إلى إيفرست بنفسها، ونشرتها كفيلم وثائقي بعنوان "وحدها إلى القمة The Lone She" القمة، والذي عرض لأول مرة على قناة ناشيونال جيوغرافيك أبوظبي في 8 مارس 2020، تزامنًا مع اليوم العالمي للمرأة.
تعمل كمدافعة مع المدينة المستدامة لرفع مستوى الوعي بشأن أهداف التنمية المستدامة التي تنفذها الأمم المتحدة بما في ذلك تغير المناخ.